# Archaická doba
Archaická doba (někdy též Raně dynastická doba) je historické období 1. a 2. dynastie (3000–2686 př. n. l.) v dějinách starověkého Egypta. V tomto období byl Horní a Dolní Egypt sjednocen v jeden celek. Administrativním střediskem sjednoceného království se stal hornoegyptský Cenej (Cínev, řecky This), proto dalším používaným názvem je Cínevské království.
Raně dynastickému období předcházelo předdynastické období, konkrétně poslední stupeň kultury Nakáda – Nakáda III. a následovalo ho období Staré říše.

## Sjednocení Egypta

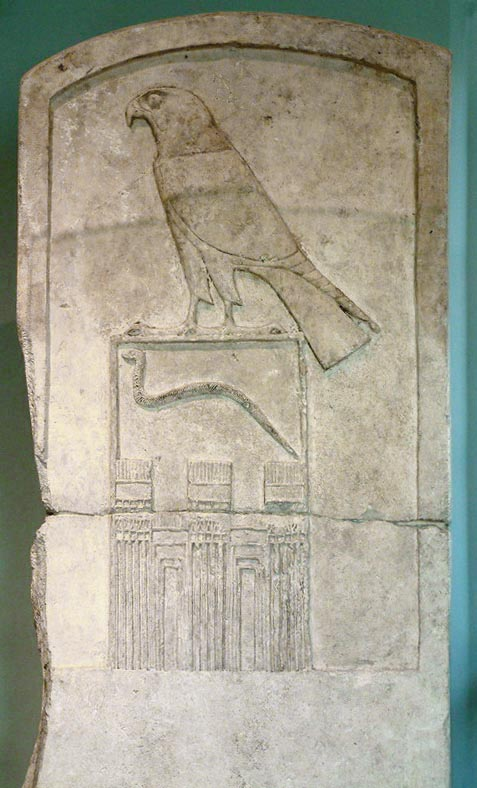
Stéla faraona Wadžiho z 1. dynastie, na níž je znázorněn Wažiho serech

Na začátku kulturní fáze Nakáda II. došlo na území Horního Egypta ke vzniku společenských vrstev a k jejich hierarchizaci. Usuzujeme z toho, že zde byly na nalezišti Nakáda nalezeny hroby s velkým množstvím pohřební výbavy. V Dolním Egyptě nebylo nic takového nalezeno, vyskytuje se zde velmi skromná pohřební výbava. V této době Egypt ovládalo několik nezávislých měst umístěných podél Nilu.
Koncem fáze Nakáda II. se objevují méně bohaté hroby, sídliště Nakáda v Horním Egyptě ztratilo pravděpodobně svůj politický vliv. Naopak vzrostl význam Nechenu (Hierakonpole) a Ceneje (řecky This) nacházejícího se poblíž Abydu.
Zde byly nalezeny hrobky vyzděné nepálenými cihlami a zastřešené pravděpodobně nadzemními stavbami ze dřeva. Nejvíce vyzdobena je hrobka U-j nacházející se v lokalitě Umm el-Káb poblíž Abydu. Německý archeolog Günter Dreyer se domnívá, že by zde mohl být pohřben legendární král Štír, neboť zde byly nalezeny nádoby s motivem štíra.
Při vykopávkách vedených britskými archeology J. E. Quibellem a F. W. Greenem v Hierakonpolském chrámu boha Hora byly nalezeny předměty s výjevy, které se většinou interpretují jako znázornění vítězství jižního faraona Narmera nad severní částí Egypta. Jsou to Narmerova paleta a palice krále Narmera.
Na Narmerově paletě je znázorněn faraon Narmer s červenou a bílou korunou, jak zabíjí palicí zajatce, kteří se považují za obyvatele Dolního Egypta. Vzhled poražených však může také naznačovat, že se může jednat také o Libyjce nebo Asiaty, kteří mohli v této době ohrožovat nájezdy Egypt. V nilské deltě také dosud nebyla nalezena místa, která by svědčila o vypálení nějaké osady nebo násilné smrti obyvatel.

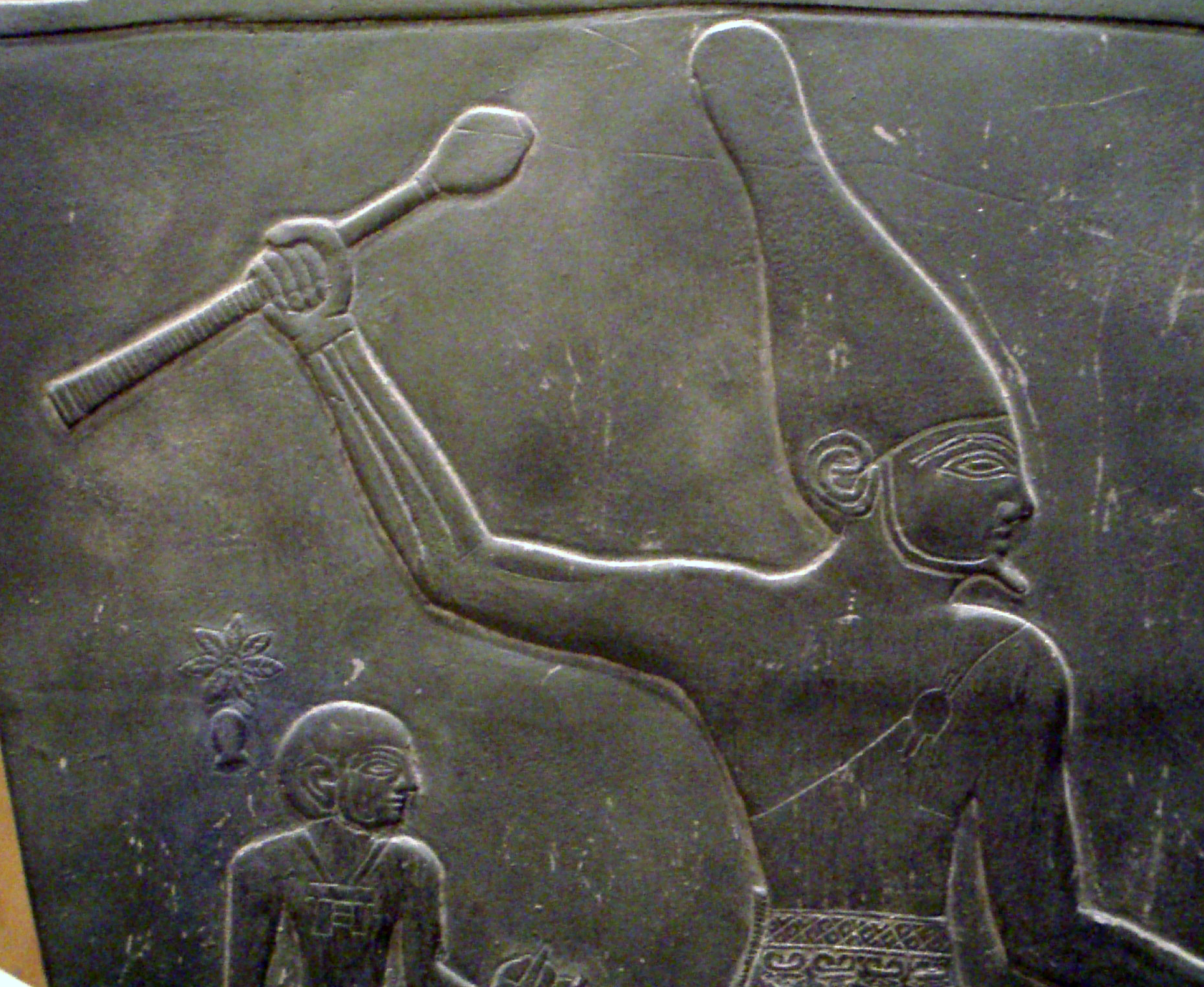
Detail Narmerovy palety

Egypt mohl být také sjednocen nenásilnou cestou. V roce 1896 objevil Jacques de Morgan na pohřebišti v Nakádě hrobku z období 1. dynastie, která patřila paní Neithotep. Z jejího jména, které znamená Neit je spokojená, se usuzuje, že mohla pocházet z Dolního Egypta. Neit byla bohyní města Sais, nacházejícího se v nilské deltě. V její hrobce byly nalezeny artefakty se jménem krále Narmera a Hor-Aha. Jméno Neithotep bylo na štítku zaznamenávajícím počet korálků na zádušním náhrdelníku. Z nálezů je možné usuzovat, že princezna Neithotep se mohla provdat za Narmera a dovršit tak sjednocení Horního a Dolního Egypta. Tomu by mohl odpovídat i jeden z výkladů výjevu na Narmerově palici.
Každopádně byl Egypt kolem roku 3000 př. n. l. sjednocen, ať násilně nebo sňatkem. Legendárním sjednotitelem je faraon Meni, který se dnes ztotožňuje s Narmerem. Meniho uvádí Manethův seznam králů Egypta a Turínský papyrus. Administrativním střediskem sjednoceného království se stal hornoegyptský Cenej (Cínev, řecky This).

## Dynastie

### 1. dynastie

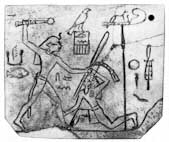
Štítek nalezený v hrobce krále Dena původně připevněný k sandálům, znázorňující, jak se chystá zasadit smrtící ránu Asiatovi.

Zařazují se sem panovníci Narmer, Hor Aha, Džer, Vedžó (nebo Džet nebo Wadži), Vedimev (nebo též Den), Andžib, Semsu (nebo též Semerchet) a Kaa. Panovník Narmer bývá díky výjevu na Narmerově paletě ztotožňován s legendárním faraonem Menim, jehož Manehto považuje za sjednotitele Egypta.
Panovníci 1. dynastie museli bojovat s některými útočníky, kteří napadali jejich říši. Aha a Džer bojovali s Libyjci, Džer s Asijci na Sinaji a Džer a Andžeb s Nubijci.
Dříve se archeologové domnívali, že panovníci 1. dynastie mají vždy dvě hrobky. Větší v Sakkáře u Mennoferu v Dolním Egyptě a menší v Abydu (Ebózevu) v Horním Egyptě. Panovníci tak měli zdůraznit, že Egypt původně vznikl spojením dvou částí. Dnes se po novém průzkumu provedeným v 80. a 90. letech 20. století Davidem O'Connorem egyptologové domnívají, že panovníci 1. dynastie byli pohřbeni pouze v pohřebišti v Abydu.

### 2. dynastie
Z období 2. dynastie jsou známa pouze jména panovníků. Jsou to Hetepsechemuej, Raneb (nebo Nebré), Ninecer, Veneg, Send, Perjebsen, Chasechemvej (který bývá ztotožňován s Chasechem). Jiní autoři uvádějí jiný seznam panovníků – Hetepsechemuej, Raneb, Ninecer, Vadžnes, Sechemib, Neferkare, Neferkasokar, (?) Hudžefa, Peribsen, vzdorokrál tří předchozích panovníků, Chasechemuej
Nejvíce důkazů o existenci je pouze u faraonů Hetepsechemueje, Peribsena a Chasechemueje. V Sakkáře byly na jih od Džoserovy pyramidy objeveny dvě obrovské galerie
podzemních chodeb dlouhých přes 100 m. V nich byly nalezeny pečeti prvních tří panovníků 2. dynastie – Hetepsechemueje, Raneba a Ninecera. Ti zde měli pravděpodobně své hrobky, které se však nedochovaly.
Z některých jmen můžeme usuzovat na události, které se staly za jejich vlády. Podle jména musel Hetepsechemuej znovu sjednocovat severní a jižní část Egypta, Peribsen uctíval hornoegyptského boha Sutecha (a ne Hora) a Chasechemuej uctíval a usmiřoval obě božstva.

## Kultura
Panovníci a vysocí úředníci byli pohřbíváni v mastabách, které byly z nepálených cihel, ale někdy byly použit i opracovaný kámen. Z této doby pochází pohřebiště v Abydu, kde byli pohřbeni někteří panovníci 0., 1. a 2. dynastie a pohřebiště v Sakkáře, kde byli pohřbeni úředníci 1. a 2. dynastie.
V této době začalo být používáno k výrobě nástrojů, nádob, zbraní a šperků více mědi. Objevují se také náznaky používání hieroglyfického písma. Dosvědčují to nálezy v hrobce U-j v Sakkáře, v hrobce princezny Neithotep a v hrobkách panovníků v Abydu.
Jméno panovníků začalo být zapisováno v serechu a začala být používána ikonografie panovníků (koruna Horního a Dolního Egypta, větší postava panovníka než ostatních postav na výjevech, král porážející své nepřátele), která byla používána i v pozdějších dějinách starověkého Egypta.